# آدسوبیا
آدسوبیا (به اسپانیایی: Absubia) دهستانی در استان آلیکانتهٔ اسپانیا است.
در این دهستان ۶۲۷ نفر زندگی می‌کنند. مساحت این دهستان ۱۴٫۶۸ کیلومتر مربع است.